# Paul Patrick Chomnycky

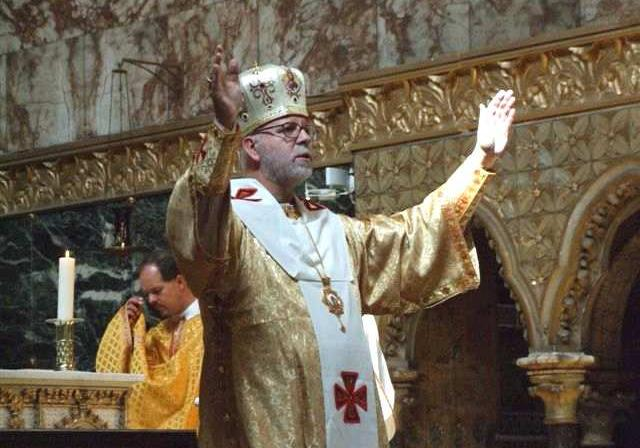
Exarch Paul Patrick Chomnycky während der Gottesdienstfeier

Wappen von Paul Chomnycky

Paul Patrick Chomnycky OSBM (* 19. Mai 1954 in Vancouver, Kanada) ist Bischof der ukrainisch griechisch-katholischen Eparchie Stamford in den USA. 

## Leben
Paul Patrick Chomnycky wurde in Vancouver, der größten Stadt der kanadischen Provinz British Columbia, im Jahre 1954 geboren und stammt aus einer ukrainischen Familie. Chomnycky studierte an der University of British Columbia erfolgreich Handel und arbeitete in diesem Bereich für zwei Jahre.
Im Jahre 1982 spürte Paul Patrick Chomnycky seine Berufung und trat in den Mönchsorden der Basilianer ein. Sein Noviziat begann im November 1982 im Basilianerkloster von Glen Cove. Das Ordensgelübde legte Chomnycky in Rom am 1. Januar 1988 ab, wo er unter anderem an der Päpstlichen Universität Gregoriana das Theologiestudium (Katholische Theologie) und am Päpstlichen Athenaeum Sant’Anselmo das Philosophiestudium bis in das Jahr 1990 absolvierte. 
Am 1. Oktober 1988 wurde Paul Patrick Chomnycky durch Bischof Jerome Chimy, im Lebensalter von 34 Jahren, im heimatlichen Vancouver zum Priester geweiht. Seine Kaplanszeit verbrachte Chomnycky in zwei Pfarreien, in der Ortschaft Mundare (Alberta) und in Edmonton, die er danach auch als Pfarrer leitete. Weitere Tätigkeiten folgten, Chomnycky übernahm zunächst die Aufgaben eines Superiors des in Mundare ansässigen Basilianerklosters und wurde Direktor des Museums der Basilianer in derselben Ortschaft. Später wurde Chomnycky Provinzial der Basilianer in Kanada und dann war er als Konsultor für die kirchlichen Schulen der ukrainischen Eparchie Edmonton tätig. 
Am 5. April 2002 wurde Chomnycky zum Titularbischof von Buffada und zum Exarchen des Apostolischen Exarchats für Großbritannien ernannt. Die Bischofsweihe erfolgte am 11. Juni 2002. Die Ernennung zum Bischof von Stamford fand am 3. Januar 2006 statt. Die Bischofsweihe wurde am 20. Februar 2006 abgehalten. Als Hauptkonsekrator fungierte Ljubomyr Kardinal Husar; Mitkonsekratoren waren die Erzbischöfe Michael Bzdel und Lawrence Daniel Huculak.